# Yvonne Loriod

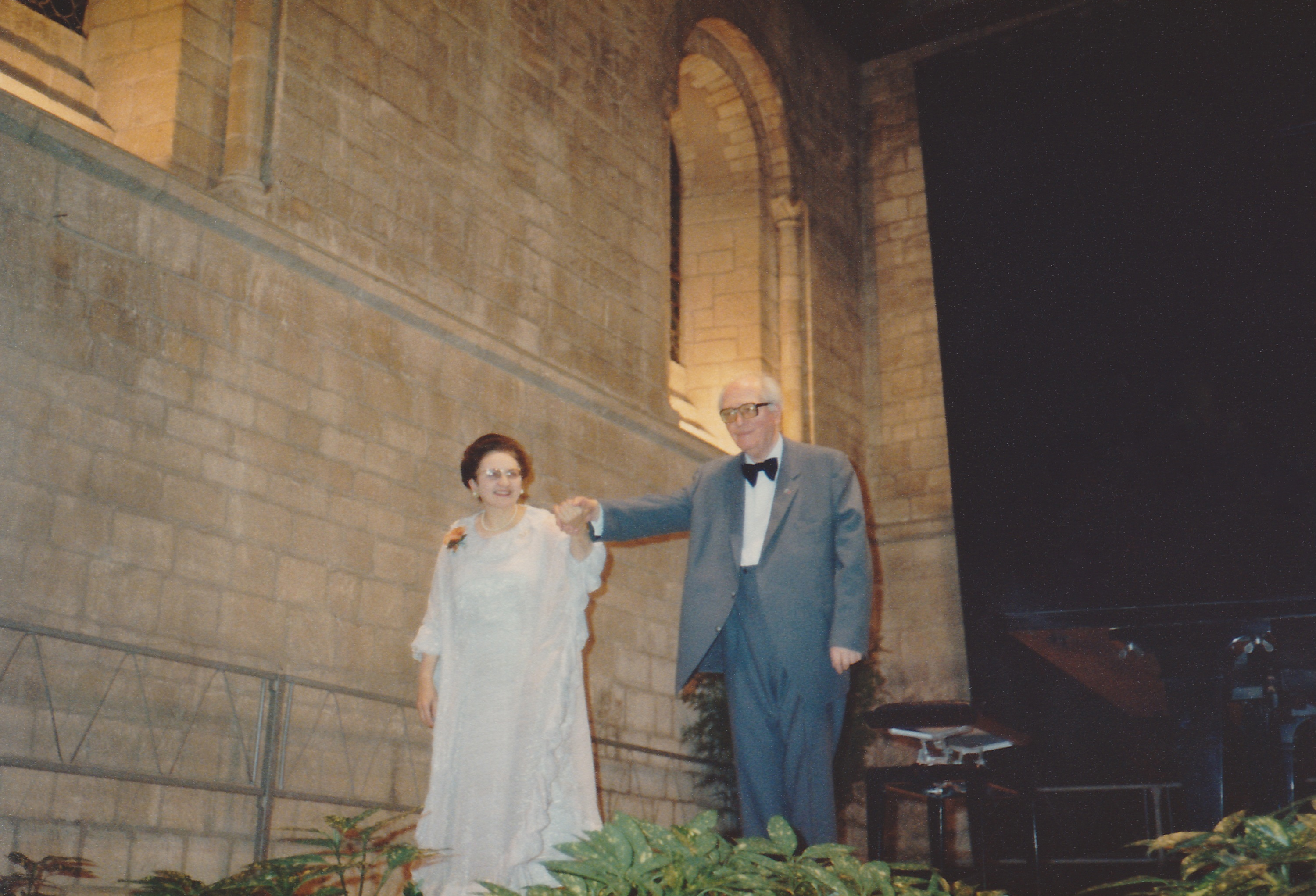
Yvonne Loriod en Olivier Messiaen, 1982.

Yvonne Loriod (Houilles, 20 januari 1924 – Saint-Denis, 17 mei 2010) was een Frans pianiste en de tweede echtgenote van de componist Olivier Messiaen. 
Reeds op jonge leeftijd begon Loriod piano te studeren. Haar peettante, Nelly Eminger-Sivade, spoorde haar aan elke maand een recital te geven, met op het programma zowel een klassiek, een romantisch als een modern werk. Zodoende had zij op 14-jarige leeftijd een uitgebreid repertoire: Das wohltemperierte Klavier van Johann Sebastian Bach, de 32 pianosonates van Beethoven, de integrale pianowerken van Chopin en de 27 pianoconcerten van Mozart.
Tussen 1941 en 1948 studeerde Loriod aan het conservatorium van Parijs, onder meer bij Lazare Levy, Marcel Ciampi (piano), Darius Milhaud (compositie) en Olivier Messiaen (muziekanalyse). Daarbij breidde zij haar repertoire uit met de pianowerken van Debussy, Ravel en moderne componisten als Schoenberg, Bartók, Jolivet, Boulez en Messiaen. 
Loriod was een van Messiaens eerste leerlingen, nadat hij in 1941 als professor muziekanalyse werd aangesteld aan het Parijse conservatorium. Spoedig merkte Messiaen haar buitengewone virtuositeit en haar fenomenale geheugen op. Dat zette hem aan tot het schrijven van nieuwe pianowerken als Visions de L’amen (1943, voor twee piano’s) en Vingt Regards sur l’Enfant-Jésus (1944). Sindsdien droeg hij zijn pianowerken systematisch op aan Loriod. 
Na haar studies begon Loriod een internationale carrière op te bouwen, en ze gaf concerten in de belangrijkste steden van Europa, Noord- en Zuid-Amerika, Japan en Australië. In 1961 trouwde ze met Messiaen. Van 1967 tot 1989 gaf Loriod les aan het conservatorium van Parijs. Ook gaf ze pianoles in aan de Musikhochschule in Karlsruhe. Na de dood van Messiaen verzorgde zij de uitgave van zijn Traité de rythme, de couleur et d’ornithologie (7 delen).
Loriod overleed op 86-jarige leeftijd in een verzorgingshuis te Saint-Denis.

## Trivia
De zus van Yvonne Loriod was Jeanne Loriod. Zij werd bekend als bespeelster van de Ondes-Martenot, een elektronisch muziekinstrument, een vroege vorm van de synthesizer, waarvoor Messiaen grote belangstelling had, en waarvoor hij werken schreef. 